# Dornier Do 335
Do.335 е тежък немски изтребител от периода на Втората световна война, често срещан под името Pfeil (на немски: „Pfeil“, Стрела). Самолетът има повече от новаторска конструкция, въпреки че решението с два тандемно разположени двигатели не е било съвсем ново.

## История
През 1942 г. фирмата Dornier печели конкурса за създаване на нападателен самолет от нов тип. Основните черти на едноместният изтребител-бомбардировач са тандемното разположение на двигателите и кръстообразно оперение. Първият полет на апарата е на 26 октомври 1943 г. Към момента на превземането на завода в Оберпфаффенхофен от американските войски, са построени 13 самолета Do 335A, а на поточните линии е имало още 15 бройки.
Кабината на самолета е оборудвана с катапултиращо кресло, прицел „Реви“ C12/D, радиокомпас FuG 16ZY R/T, радиостанции FuG 25a и FuG 125a.
През септември 1944 г. е сформирана специална част Erprobungskommando 335, чиято задача е да изпита Do 335 в бойни условия. Към нея са прехвърлени няколко Do 335A. Задачата на пилотите е да се разработи тактика за използване на апарата в ролята на прехващач, скоростен бомбардировач, както и на разузнавателен самолет. Командир на отряда е капитан Алфон Майер. На 26 октомври 1944 г. противовъздушните батареи получават специална заповед от Райхсминистерството на въздухоплаването (RLM), която ги предупреждава за появата на новия немски самолет. В заповедта се посочват характеристиките на машината: кръстообразно опашно оперение и тандемно разположение на двигателите.

## Бойно приложение
Самолетите от Erprobungskommando 335 рядко влизат в пряк контакт с противника. Отбелязани са само няколко подобни случаи. Според непотвърдена информация, през есента на 1944 г. един Do 335, увреден от съюзническите изтребители е извършил аварийно кацане в района на Реймс.
Потвърдена е загубата на един Do 335 – на 24 декември 1944 г. по време на полет от Оберпфаффенхофен до Рехлин, в района на Донефелд е загубен Do 335А-08 (W. Nr. 240108), пилотиран от фелдфебел Алфред Воланк. Пилотът е загинал, а причината за загубата на самолета е неизвестна. Възможна е механична повреда, както и среща с противник.
Има и други жертви на „стрелите“: обер-ефрейтор Конрад Шефер (март 1945 г.) и обер-ефрейтор Густав Теше (април 1945 г.).
В средата на април 1945 г. пилоти на 3-та ескадрила на Кралските военновъздушни сили, летящи на изтребители Хоукър Темпест, срещат Do.335 над Елба. Преминаващият с голяма скорост самолет е забелязан от френския ас Пиер Клостерман. По-късно Do.335 е засечен от пилоти от 325-а изтребителна група на 15-а въздушна армия на САЩ, летящи на изтребители Mustang. И в двата случая немският самолет с лекота се измъква от преследвачите си.
Един Do.335 от Ekdo 335 е имал знаци на въздушни победи върху обшивката. С увереност може да се твърди, че тези победи са спечелени от неговия пилот още преди да седне в кабината Do.335.

## Тактико-технически характеристики
- Тип: едноместен изтребител-бомбардировач (двуместен нощен изтребител)
- Двигатели: 2х DB-603Е-1, 12-цилиндрови с течно охлаждане, с излетна мощност от 1800 к. с. и 1900 к. с. на височина от 1800 m
- Въоръжение:
  - Едно 30 mm оръдие MK-103 със 70 снаряда и 2х20 mm оръдия MG 151 с по 200 патрона в цевта;
  - на А-1: 1500 kg бомба РС-500 или SD-500, или 2х250 kg SC-250 в бомбовия отсек + 2250 kg SC-250 на външно окачване
- Максимална скорост: 985 км/ч на височина от 6500 (5300) m
- Крайцерска скорост: 594 км/ч на височина 7200 m
- Скорост: (максимална) 975 км/ч
- Обхват на полета:
  - с крайцерска скорост от 450 мили в час: 1390 мили (2236) km;
  - 2050 (3299) km
- Скороподемност: 1000 m – 55 s, 8000 m – 14,5 min
- Таван: 11 400 (10 400) m
- Тегло:
  - празен: 7266 kg
  - излетно: 9600 (10 100) kg
- Размери:
  - размах на крилете: 13,8 m
  - дължина: 13,83 m
  - височина: 5 m
  - площ на крилете: 37,3 m².